# Ciferespacio
Ciferespacio es la denominación para el ciberespacio cifrado que garantiza el anonimato del usuario mediante el ocultamiento de la dirección IP o de la información. Ejemplos de ciferespacios son las redes Freenet, I2P, Tor y VPN.

## Cifrado y anonimato
El anonimato de la información se garantiza mediante cifrados matemáticos algorítmicos. Existen servicios de redes privadas virtuales que ocultan las direcciones IP que identifican a los usuarios y que ofrecen el cifrado tanto del usuario como de la información.

## Defensores del ciferespacio
El objetivo máximo de los defensores del ciferespacio es garantizar que sea imposible conocer la verdadera identidad de un usuario o persona en el ciberespacio. Garantizado el anonimato sería imposible imponer la censura ya sea en cumplimiento de cualquier ley de un gobierno o cualquier otra restricción de empresas, individuos o grupos de usuarios.
Los cifernautas afirman que conceptos como los derechos de autor no son exigibles dentro del ciferespacio. Existen dudas sobre la posibilidad de un anonimato completo por la necesidad de acceder a recursos externos, que son objeto de control.

### Redes Privadas Virtuales (VPN)
A favor de los cifernautas y la posibilidad real de anonimato y cifrado está la creciente utilización de tecnologías como las Redes Privadas Virtuales (VPN), conocidas como Proveedor de servicios de Internet (ISP) de segundo nivel (frente a las empresas proveedoras de internet de primer nivel -empresas de telefonía-) que ofrecen privacidad y anonimato en el tráfico de la información haciendo imposible la identificación del usuario

## Críticas al ciferespacio
Los críticos de la ciferespacio sostienen que esa "zona digital" debe ser ilegal, ya que el anonimato es a la vez antisocial y sirve de protección para todo tipo de actos ilegales (presunción de culpabilidad).[cita requerida]